# دشت نولاربور

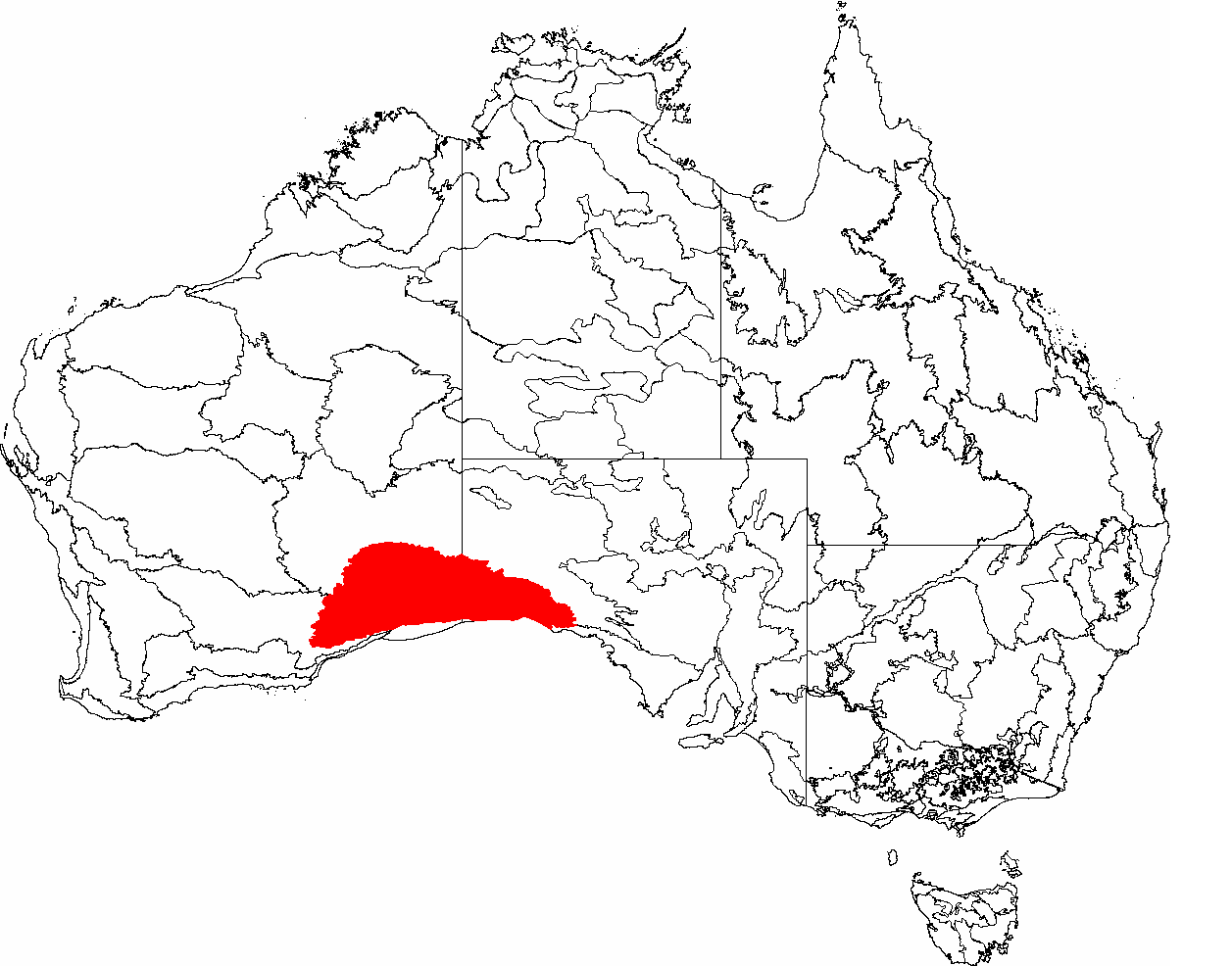
موقعیت

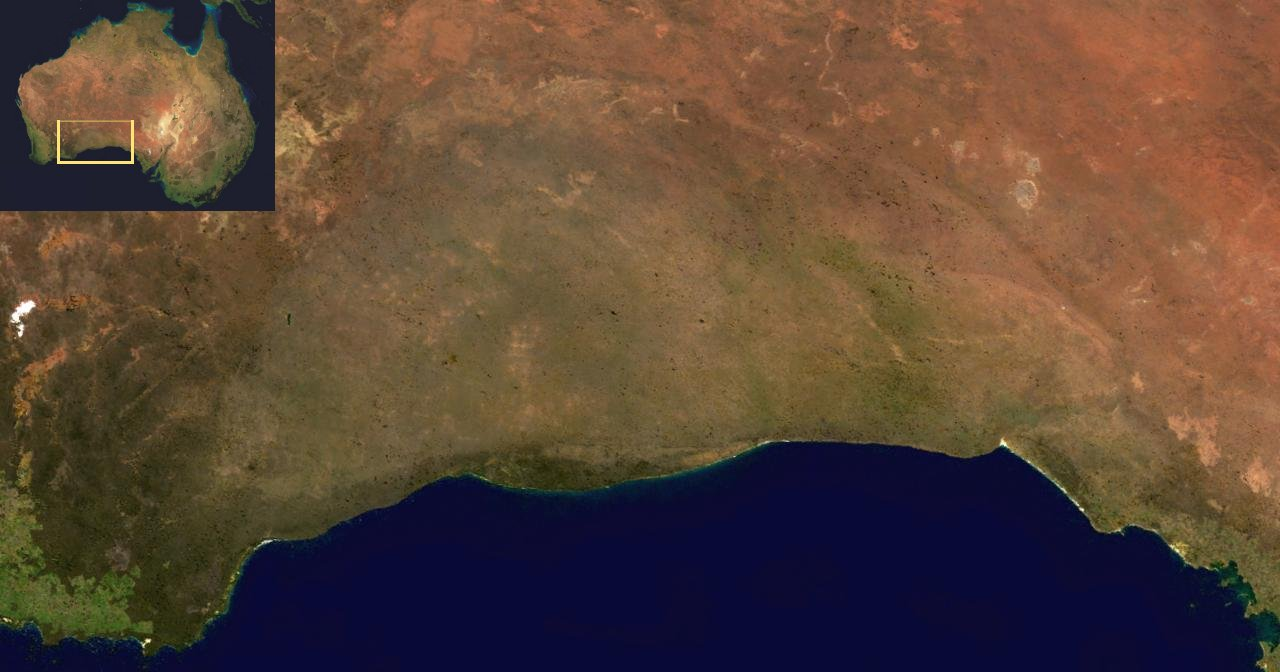
تصویر ماهواره‌ای در سال ۲۰۰۲

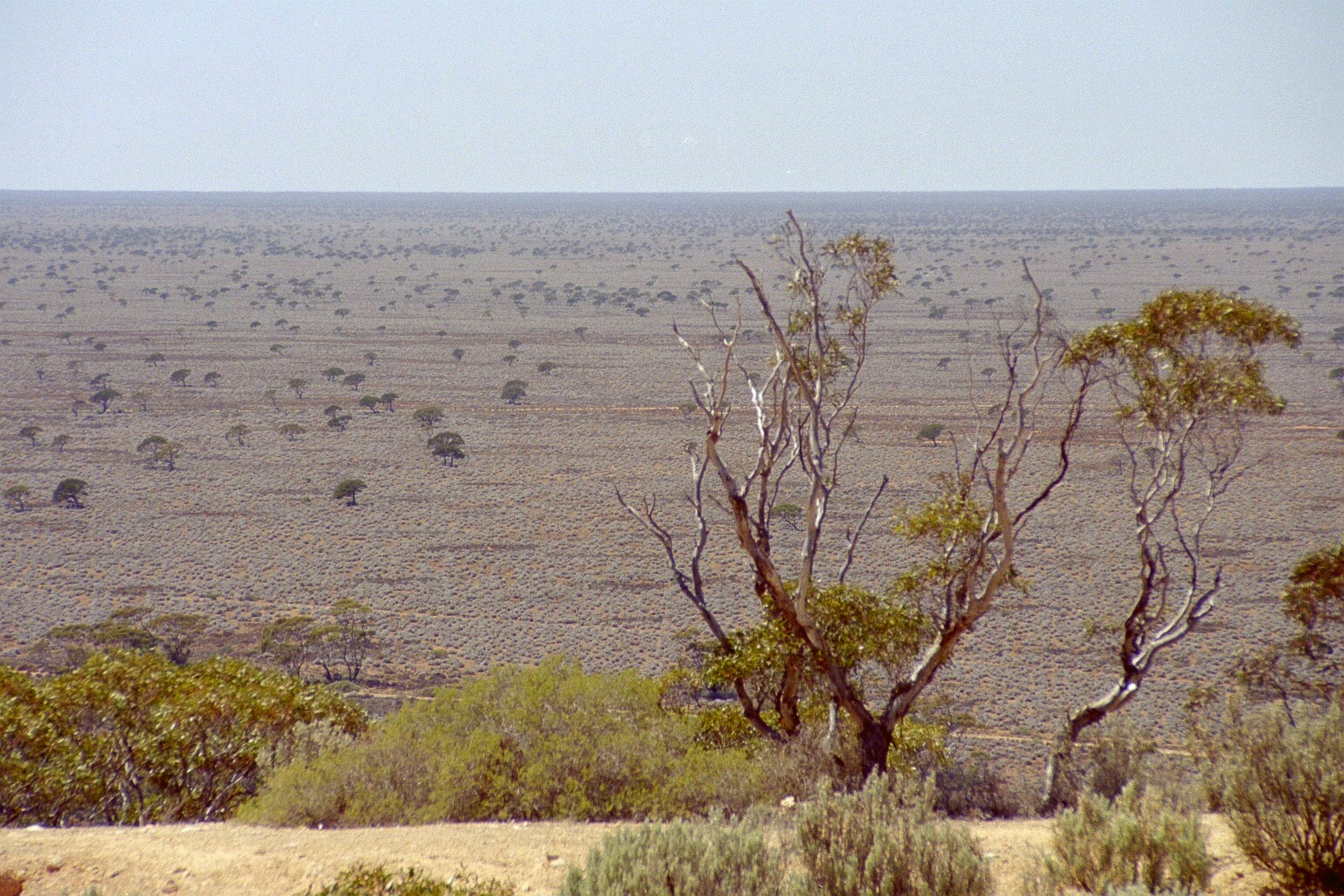
کمی درخت در دشت «هیچ‌درخت».

دشت نولاربور (به انگلیسی: Nullarbor Plain) یکی از سیزده ناحیه ایالت استرالیای جنوبی است. این ناحیه از بخش‌های خشک، بی‌درخت، بایر و نیمه بایر جنوب استرالیا می‌باشد که در ساحل خلیج بزرگ استرالیا و در شمال آن صحرای بزرگ ویکتوریا واقع شده‌است.
واژه نولاربور از دو واژه لاتین nullus (هیچ) و arbor (درخت) گرفته شده و به معنی «هیچ درخت» است. نامی که بومیان برای این منطقه استفاده می‌کنند اوندیری (Oondiri) به معنی بی‌آب است.
طولانی‌ترین مسافت شرقی غربی این بیابان ۱۲۰۰ کیلومتر درازا دارد. اروپاییان تا زمان زیادی این ناحیه را تقریباً غیرقابل سکونت می‌دانستند اما بومیانی از اقوام نیمه‌کوچ‌نشین اسپینیفکس و واناگی از این دشت استفاده می‌کنند.
بزرگ‌ترین قطعه سنگ آهک دنیا در این ناحیه قرار دارد که مساحت ۲۰۰٫۰۰۰ کیلومتر مربع را اشغال کرده‌است. خط آهن این منطقه طولانی‌ترین مسیر مستقیم‌الخط راه‌آهن در دنیا است که طول مسیر مستقیم آن ۴۷۸ کیلومتر است. در حالیکه جاده ارتباطی این منطقه نیز بلندترین جاده خط مستقیم در استرالیا است با طول ۱۴۶٫۶.